# Juche

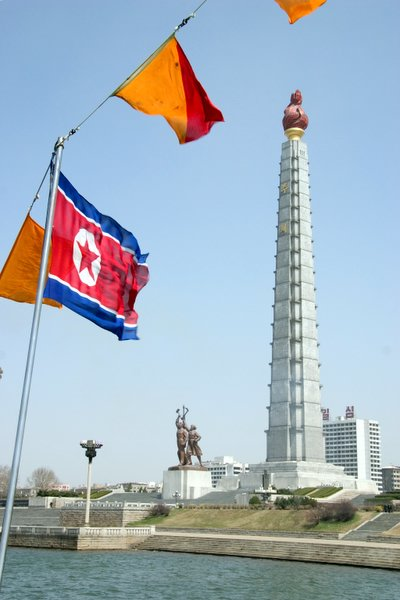
A Torre Juche.

A Ideologia Juche, ou apenas Juche (em coreano: 주체, que poderia ser traduzido "Mestre de si próprio"), é a ideologia oficial do Partido dos Trabalhadores da Coreia. O Juche é uma ideologia criada a partir de conceitos marxistas-leninistas que se tornou uma filosofia política própria ao se distanciar desses conceitos, nascida do período de resistência à colonização japonesa, que defende que os mestres da revolução e da construção social são as massas populares.
Kim Il Sung foi o idealizador da ideia Juche, durante a resistência anticolonial coreana escrevia sobre os princípios filosóficos que fazem do homem o mestre de tudo e que tudo decide. 
Para ele, a independência, o espírito criador e a consciência fazem do homem um ser social, superior a qualquer outra das milhares de espécies catalogadas pela ciência. Essas 3 características são inerentes ao homem, o transformando assim em um ser superior perante qualquer outro. A independência significa “vida”. Estamos nos referindo à vida sócio-política. Ele possui uma vida social e política simultaneamente com a física. Tem sua vida como um organismo biológico e como ser social.
Trata-se de uma filosofia política voltada para a materialização da independência das massas populares, ou seja, uma filosofia que elucida as bases teóricas de uma política de Estado que conduz o desenvolvimento social até aquilo que eles consideram "o caminho correto", através de independência geopolítica, autossuficiência econômica e autossuficiência bélica, ensejando um firme compromisso com a soberania nacional.
Também conhecido como "Kimilsungismo", o Juche foi idealizado pelo próprio Kim Il-sung, que buscou aportar o ferramental teórico do marxismo leninista à realidade coreana durante a resistência contra o colonialismo japonês.
O Juche tem sido promovido pelo governo norte-coreano na política e no sistema educacional desde que o conceito foi elaborado em 1955. Em 1977, o Juche substituiu o marxismo-leninismo na constituição da Coreia do Norte, solidificando a sua posição como ideologia oficial do país.

## Características

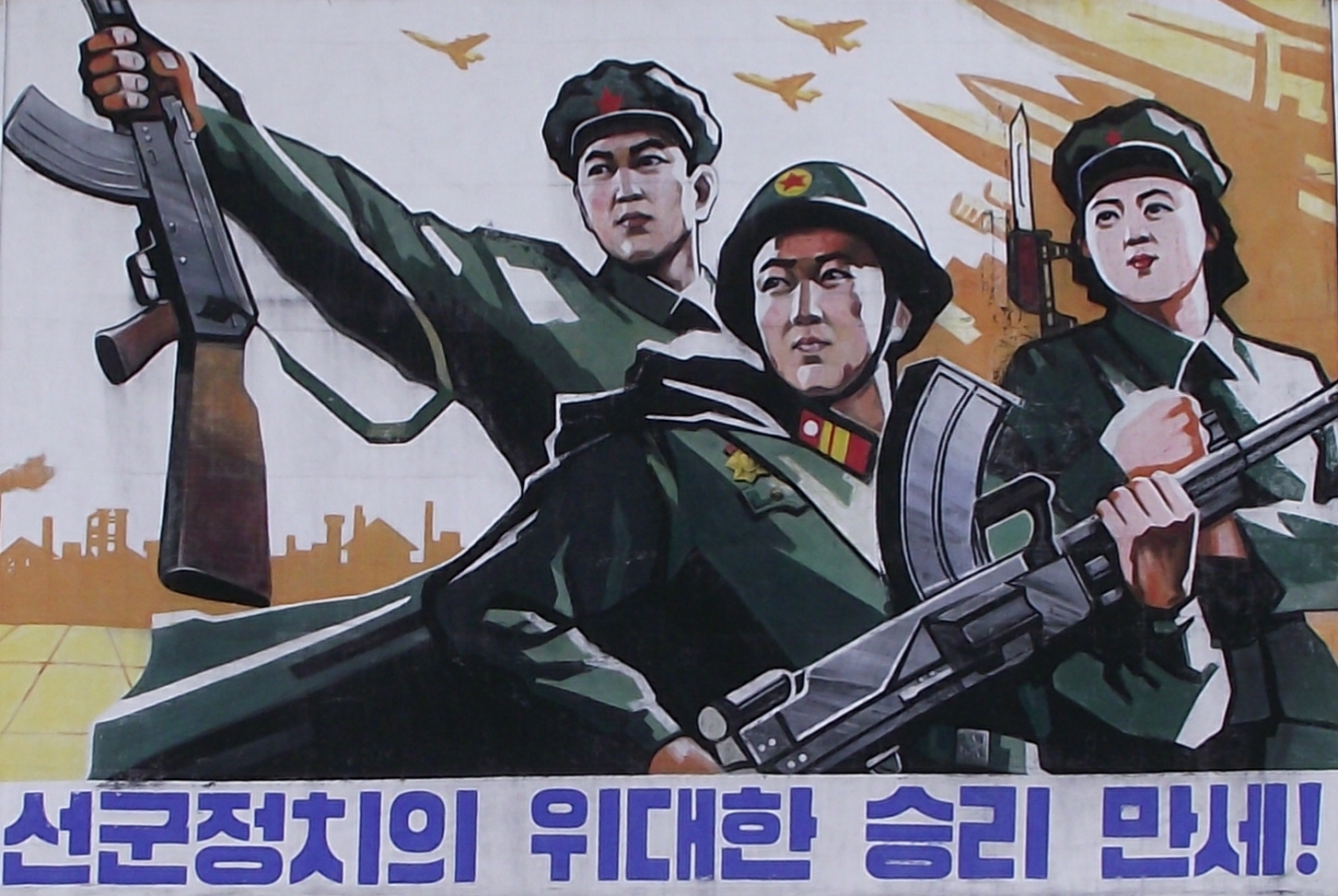
Arte de propaganda norte-coreana promovendo o Songun. O texto coreano diz: "Viva a grande vitória do Songun".

Entre as características do Juche, pode-se assinalar os seguintes aspectos:
- Ênfase na independência político-econômica em relação às nações estrangeiras;
- Culto à personalidade, que no caso específico da Coreia do Norte diz respeito à figura de Kim Il-sung e família;
- Militarismo, que deriva à Ideia Songun, que busca hegemonizar a população civil e militar, que permitiria às forças armadas serem também prioridade nos assuntos de Estado e na alocação de recursos;
- Voluntarismo, onde as massas são consideradas 'donas do mundo';
- Nacionalismo, com uma forte defesa da homogeneidade;
- Tradicionalismo, através do respeito da cultura tradicional;
- Parlamentarismo;[4]
- Economia planificada.

Do ponto de vista econômico, o Juche defende a autossuficiência industrial e de serviços, para preservar a dignidade e a soberania da nação, concentrando-se no desenvolvimento da indústria pesada, da defesa nacional e da agricultura. Através desta estratégia, pretende-se que a Coreia do Norte seja autossuficiente em todos os níveis, muito embora os norte-coreanos não descartem a cooperação econômica internacional através do comércio.

## Presença do Grande Líder
Embora a ideologia pareça enfatizar o papel central do indivíduo humano, o Juche pode ser cumprido apenas por meio da subordinação das massas à sua força coletiva, centralizada na figura de um único líder. A ideologia ensina que o papel de um Grande Líder é essencial para que as massas populares tenham sucesso em seu movimento revolucionário, pois sem uma liderança estariam fadados ao fracasso. 
Esta é a base do culto à personalidade dirigido a Kim Il-sung. O sucesso das bases filosóficas do juche permitiram à revolução manter-se em seus próprios pés, cometendo erros mas corrigindo-os, a ideologia Juche foi capaz de perdurar até hoje, mesmo durante a inegável dependência do governo norte-coreano de assistência estrangeira durante sua escassez de alimentos na década de 1990. O conceito de "Grande Líder" no Juche, bem como o culto em torno da família Kim, foi comparado à ideologia xintoísta do Estado do Japão Imperial, no qual o imperador era visto como um ser divino.
Através da crença fundamental no papel essencial do Grande Líder, o ex-líder norte-coreano Kim Il-sung se tornou a "divindade suprema para o povo" e a doutrina Juche é reforçada na constituição da Coreia do Norte como o princípio orientador do país.
A estrutura de relacionamento paralelo entre Kim Il-sung e seu povo com fundadores ou líderes religiosos e seus seguidores levou muitos estudiosos a considerar o Juche um movimento religioso tanto quanto uma ideologia política. No entanto, aqueles familiarizados com os cultos afirmam que o Juche ignora os princípios da religião completamente e, em vez disso, atende aos critérios de um culto totalitário.
A ênfase do Juche no papel político do líder e a subsequente adoração pelas massas populares foi criticada por vários marxistas intelectuais. Eles argumentam que a classe trabalhadora norte-coreana ou o proletariado foram destituídos de sua honra e, portanto, chamam o culto da personalidade de não marxista e não democrático.
Na Coreia do Norte, apenas a devoção absoluta ao líder supremo é permitido. De acordo com grupos de direitos humanos, essa devoção é o resultado do condicionamento desde o nascimento — e do medo da execução ou prisão em campos de trabalho desumanos.
Para enfatizar o conceito de "Grande Líder" no Juche, as imagens fotográficas de Kim Il-sung e Kim Jong il se tornaram obrigatórias. Hoje, os retratos são encontrados em toda a Coreia do Norte. As regras relativas à exibição e manutenção dos retratos são complexas. Os retratos devem ser pendurados na parede mais proeminente do apartamento, sem nada mais sobre eles, de preferência na sala de estar.
Eles devem ser mantidos limpos e não podem ser pendurados fora do centro. Qualquer desrespeito às imagens dos líderes é criminoso. Isso inclui não apenas retratos pendurados nas paredes, mas também, por exemplo, imagens em jornais. Danos aos retratos levam a uma investigação e, se o suspeito for considerado culpado, a punição. A penalidade de um dia de trabalho duro em um canteiro de obras é relatada por falha em pendurar os retratos adequadamente.
Os retratos devem ser protegidos mesmo em caso de emergência. Ainda assim, negligenciar o cuidado com os retratos é considerado uma ofensa menor e, como tal, é uma confissão típica que as pessoas fazem durante as sessões de crítica mútua. Verificações aleatórias para os retratos são realizadas, mensalmente pelo menos durante o governo de Kim Il-sung, mas o inminban (vigilância do bairro) às vezes informa as pessoas sobre as inspeções.
Quando um norte-coreano muda de apartamento, ele ou ela deve começar pendurando os retratos primeiro. Os retratos são geralmente pendurados na parede sem mais nada, colocados no alto e voltados para baixo. Algumas famílias se curvam aos retratos todas as manhãs e à noite, cumprimentando-os, embora não seja obrigatório curvar-se nem mesmo em locais públicos. Quando uma família norte-coreana está de luto por um membro morto, saudações cerimoniais e oferendas são feitas ao falecido, mas somente após os dois retratos terem recebido o mesmo tratamento. Os retratos geralmente são mantidos limpos pelos adultos da casa, geralmente a mãe da família. Eles limpam o vidro todas as manhãs. Às vezes, os retratos têm uma caixa embaixo deles que abriga um pano branco usado para espaná-los, que não é permitido usar para nenhum outro propósito.

## Obras citadas
- Cha, Victor (2012). The Impossible State: North Korea, Past and Future. London: Random House. ISBN 978-1-4481-3958-3
- Do, Kyung-ok; Kim, Soon-am; Han, Dong-ho; Lee, Keum-soon; Hong, Min (2015). White Paper on Human Rights in North Korea 2015 (PDF). Seoul: Korea Institute for National Unification. ISBN 978-89-8479-802-1. Cópia arquivada (PDF) em 20 de fevereiro de 2018
- Lankov, Andrei (2007). North of the DMZ: Essays on Daily Life in North Korea. Jefferson: McFarland. ISBN 978-0-7864-5141-8
- — (2015). The Real North Korea: Life and Politics in the Failed Stalinist Utopia. Oxford: Oxford University Press. ISBN 978-0-19-939003-8
- Portal, Jane (2005). Art Under Control in North Korea. London: Reaktion Books. ISBN 978-1-86189-236-2